# Békeaktivisták listája

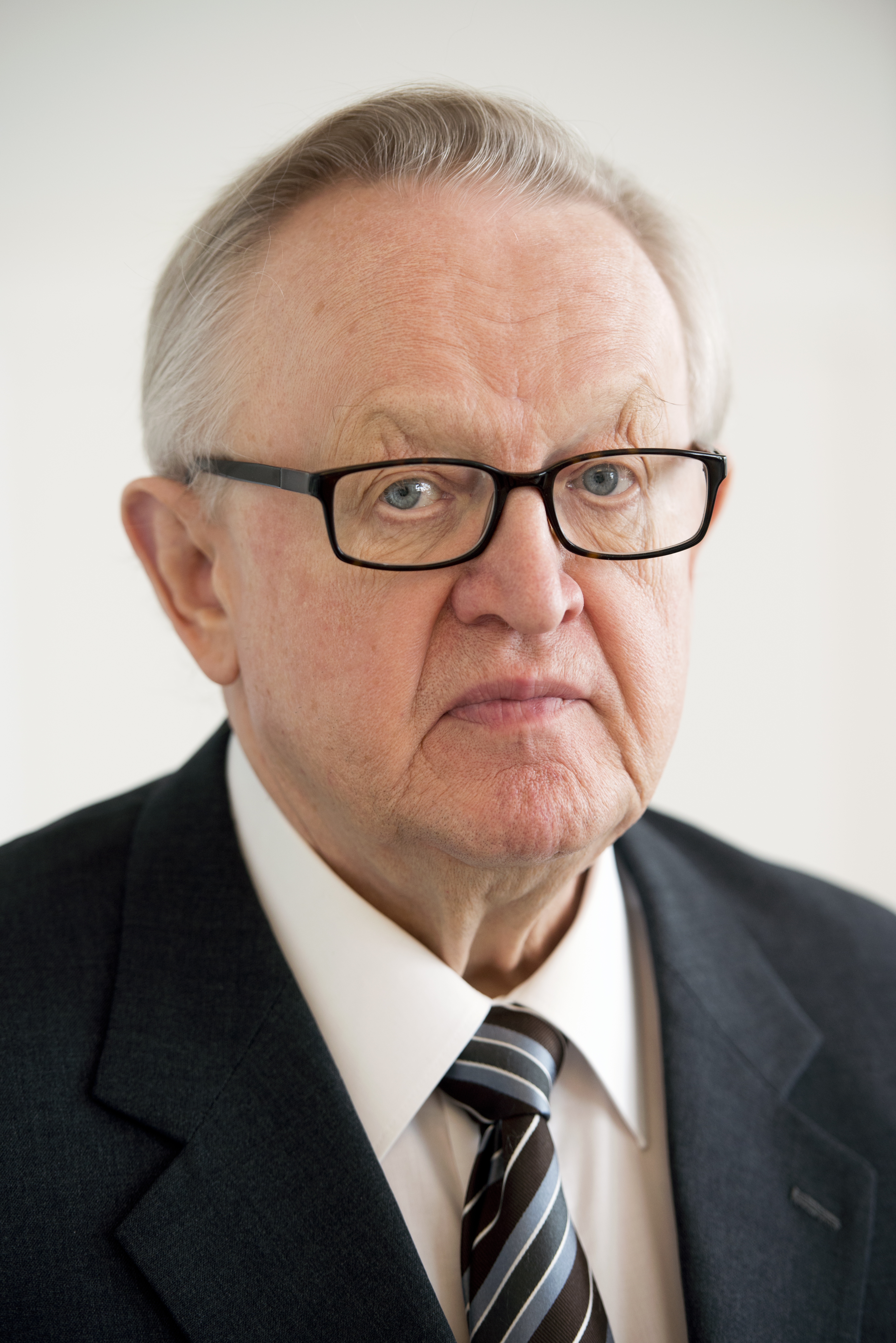
Martti Ahtisaari

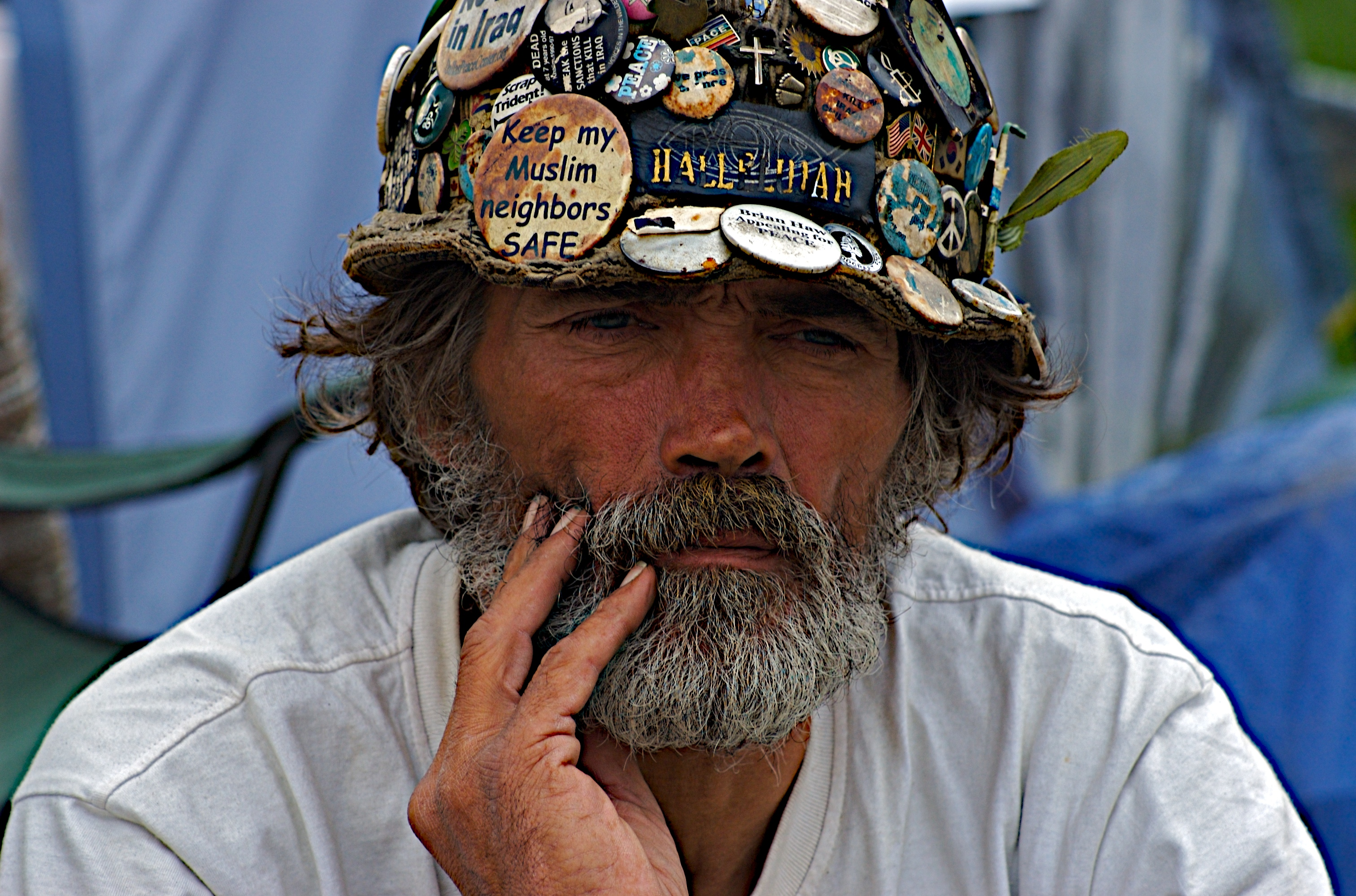
Brian Haw

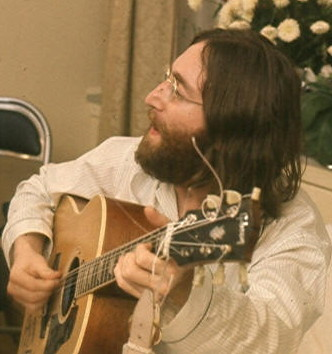
John Lennon

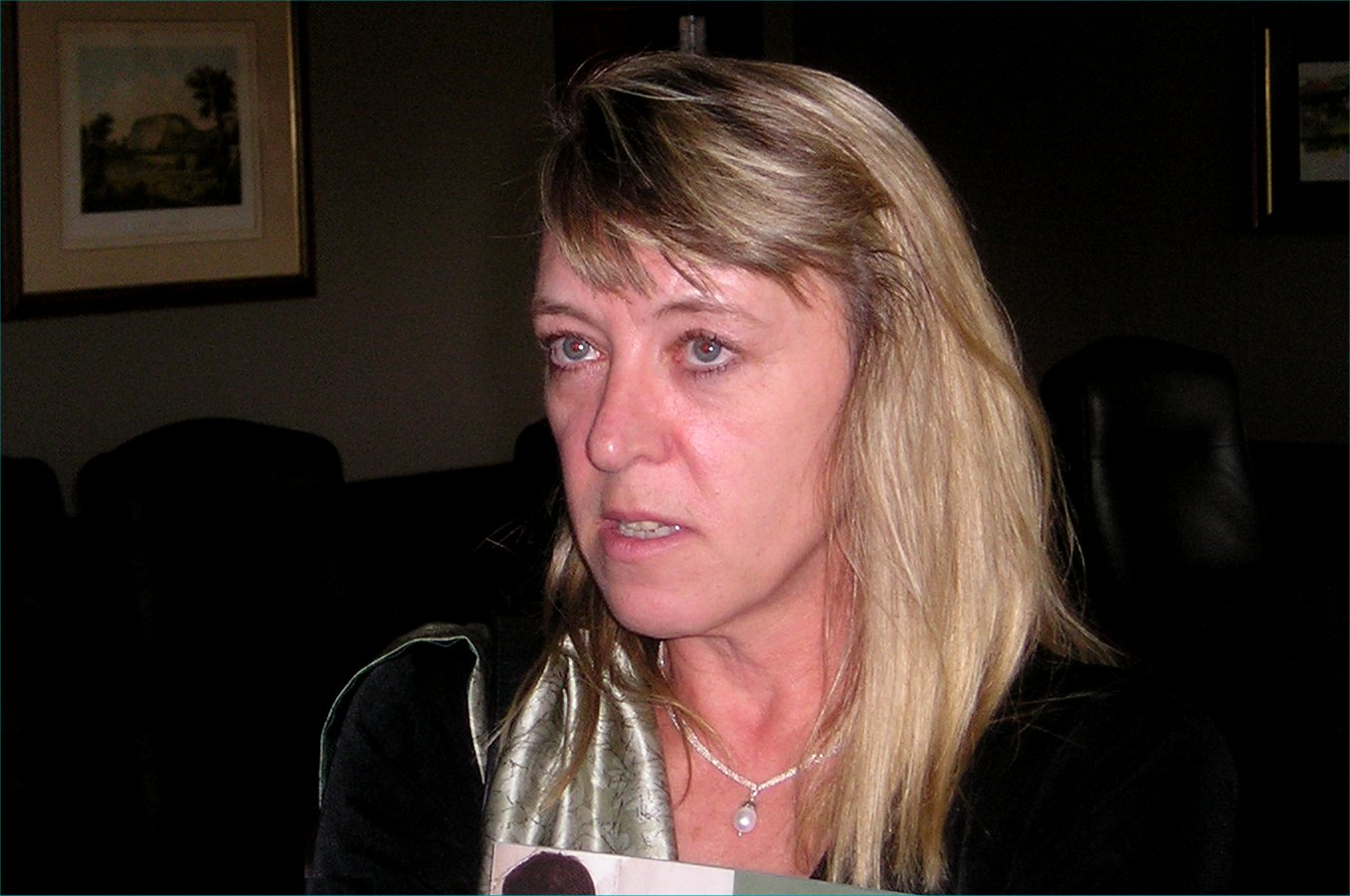
Jody Williams

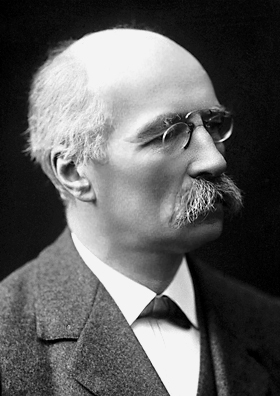
Henri La Fontaine

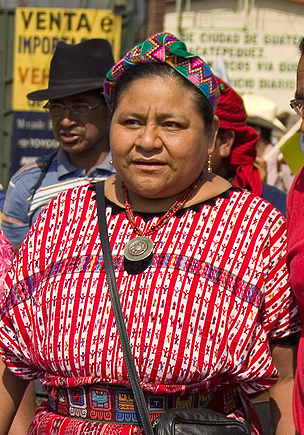
Rigoberta Menchú

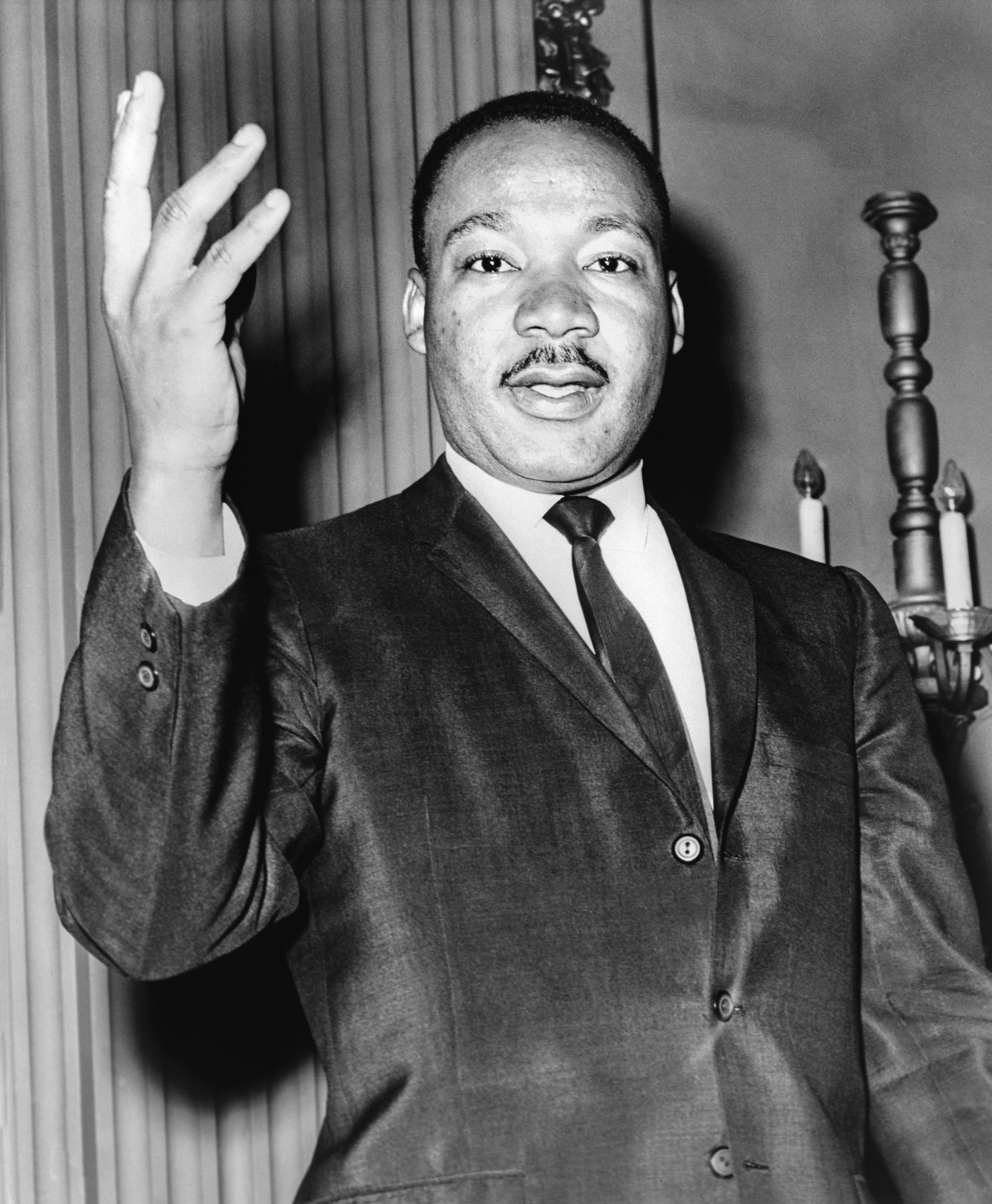
Martin Luther King

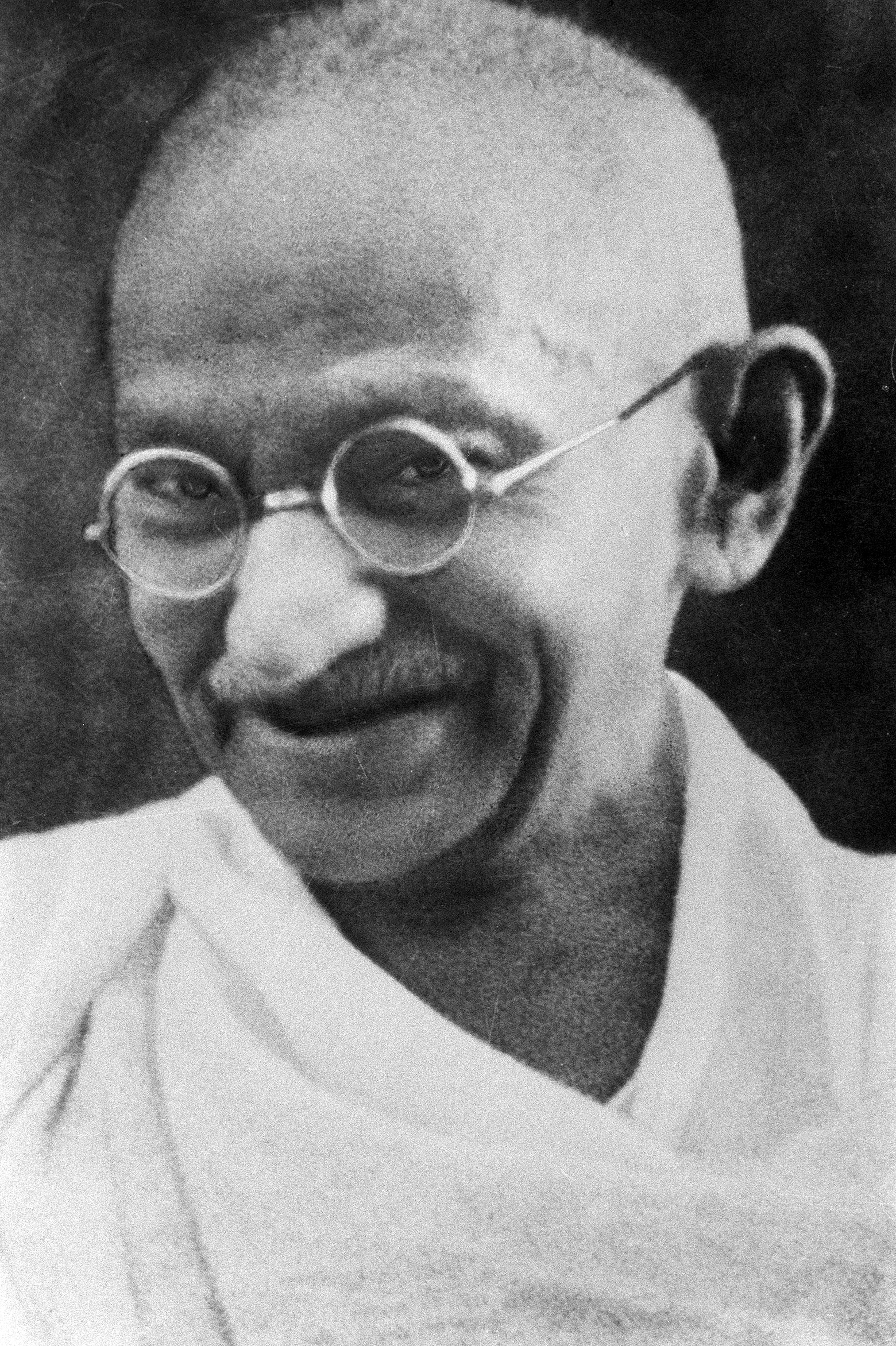
Mahatma Gandhi

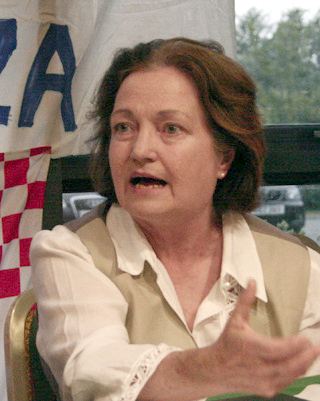
Mairead Corrigan

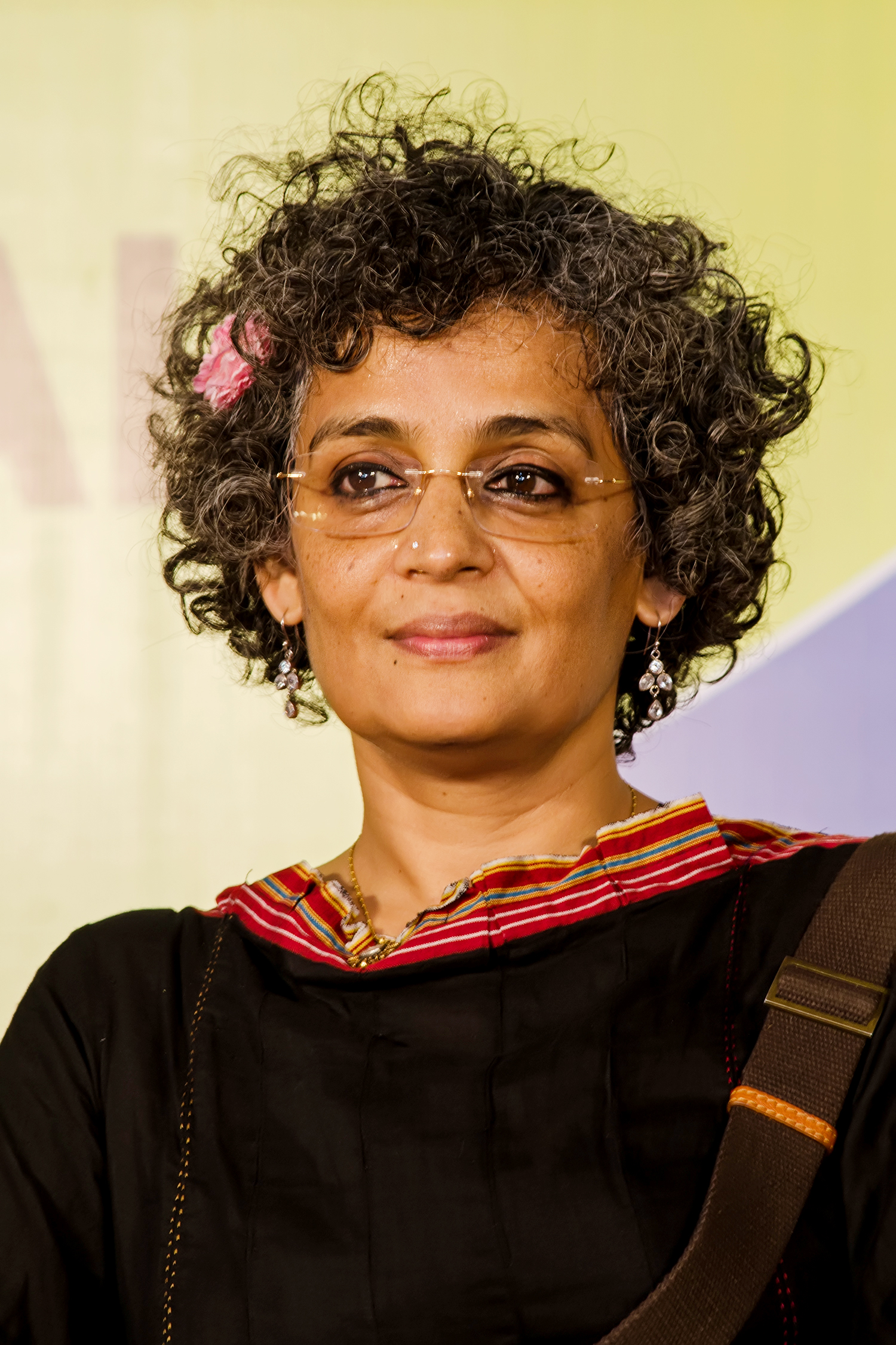
Arundhati Roy

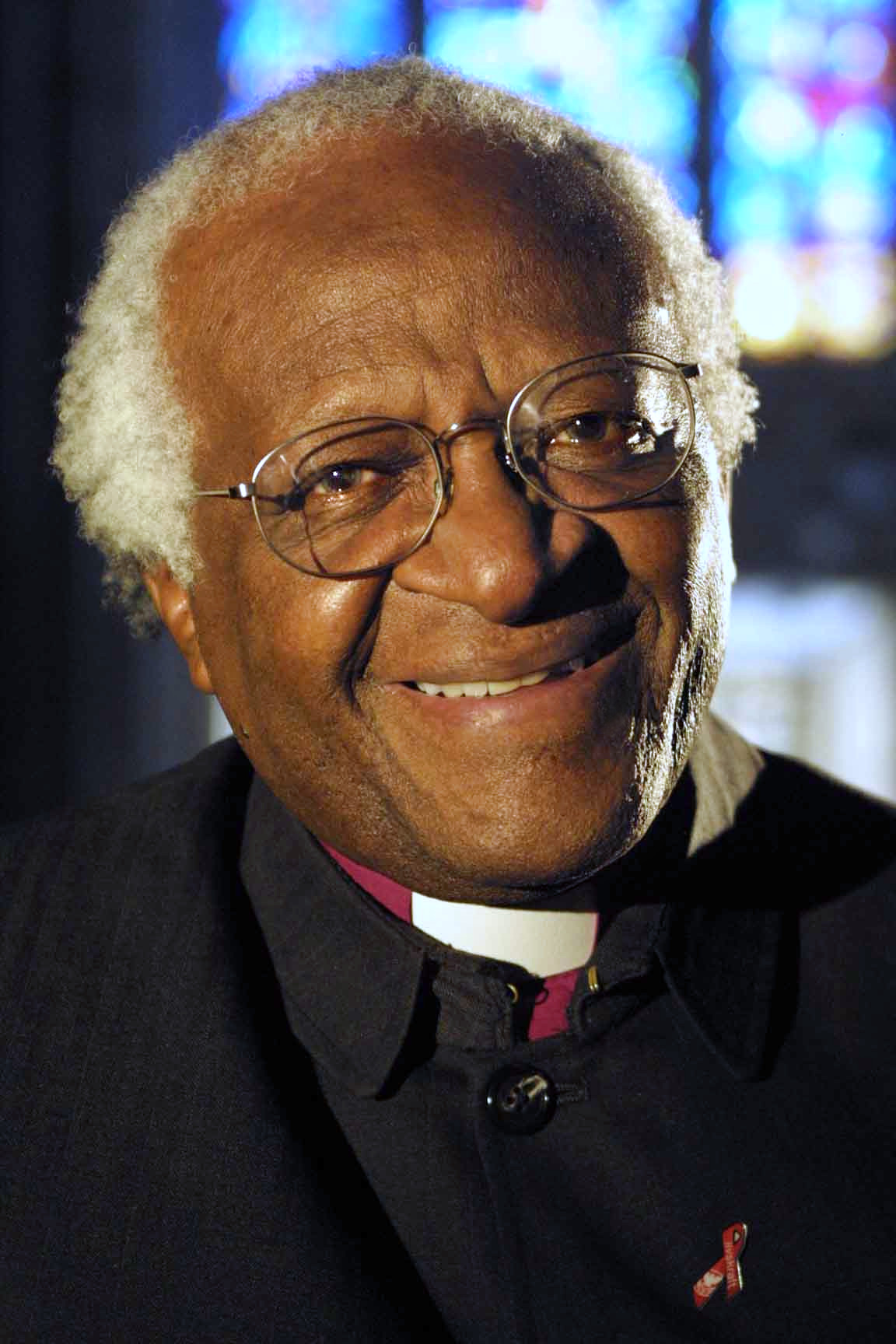
Desmond Tutu

A békeaktivisták listája azokat a  személyeket sorolja fel, akik proaktív módon szorgalmaznak diplomáciai, filozófiai, vagy háborúmentes megoldásokat komoly ideológiai vagy területi viták rendezésére. A békeaktivisták általában egyben tagjai olyan háborúellenes -  vagy békemozgalmaknak, amelyekkel felhívhatják a világ figyelmét az erőszakos konfliktusokra, valamint az értelmetlen és kegyetlen emberi cselekedetekre. Ilyen módon váltanak ki dialógusokat széles körben, és ezzel hozzájárulnak az erőszakmentes társadalmi egyezményekhez.
| Ábécé szerinti tartalomjegyzék                                                                           |
| --- |
| A, Á B C Cs D Dz Dzs E, É F G Gy H I, Í J K L Ly M N Ny O, Ó Ö, Ő P Q R S Sz T Ty U, Ú Ü, Ű V W X Y Z Zs |

## A
- Jane Addams (1860–1935) – az amerikai Nők Béke Pártjának (Woman's Béke Party) nemzeti elnöke és a Nők Nemzetközi Ligája a Békéért és a Szabadságért (Women's International League for Freedom) szervezet elnöke.
- Eqbal Ahmad (1933/34–1999) – pakisztáni aktivista, a politikai tudományok kutatója
- Martti Ahtisaari (1937–2023) – Finnország korábbi elnöke, aktív nemzetközi válságkezelő
- Stew Albert (1939–2006) – vietnámi háború ellenes aktivista, szervező
- Widad Akrawi (1969) – dán-kurd békeaktivista, szervező
- Émile Arnaud (1864–1921) – francia békeaktivista, ő alkotta a "pacifizmus" kifejezést
- Vittorio Arrigoni (1975–2011) – olasz riporter, háborúellenes aktivista
- Pat Arrowsmith (1930) – brit szerző és békeaktivista

## B
- Joan Baez (1941) – prominens amerikai háborúellenes tüntető, énekes
- Emily Greene Balch (1867–1961) – az amerikai Nők Nemzetközi Ligája a Békéért és a Szabadságért vezetője
- Ernesto Balducci (1922–1992) – olasz pap
- Harry Belafonte (1927–2023) – amerikai háborúellenes tüntető, fellépő
- Medea Benjamin (1952) – a Code Pink társalapítója, szerző, szervező
- Meg Beresford (1937) – az Európai Nukleáris Lefegyverkezés (European Nuclear Disarmament) mozgalom aktivistája, brit
- Vinoba Bhave (1895–1982) – indiai, Gandhi-szellemű tanár, szerző, szervező
- Janet Bloomfield (1953–2007) – béke és lefegyverkezési szószóló, a Nukleáris Lefegyverkezési Kampány vezetője (Campaign for Nuclear Disarmament)
- Vera brittain (1893–1970) – brit író, pacifista
- Elihu Burritt (1810–1879) – amerikai diplomata, társadalmi aktivista
- Béke Zarándok (1908–1981) – amerikai békeaktivista

## C
- Helen Caldicott (1938) – nukleáris fegyver ellenes fizikus
- Jimmy Carter (1924–2024) – amerikai politikus, szervező, nemzetközi konfliktuskezelő
- Cesar Chavez (1927-1993) - amerikai farmmunkás, vezető és polgárjogi aktivista
- Noam Chomsky - amerikai nyelvész, filozófus, és aktivista
- Ramsey Clark (1927) – amerikai háborúellenes és nukleáris ellenes ügyvéd, aktivista
- Judy Collins (1939) – amerikai háborúellenes énekes/dalszerző, tüntető
- Tom Cornell – amerikai háborúellenes aktivista, aki az első vietnámi háborúellenes tüntetést kezdeményezte
- Rachel Corrie (1979–2003) – amerikai aktivista a palesztinai emberi jogokért[1][2]
- David Cortright – amerikai nukleáris fegyver ellenes vezető
- Norman Cousins (1915–1990) – újságíró, szerző, szervező, kezdeményező
- Frances Crowe (1919–2019) – háborúellenes és nukleáris fegyver ellenes tanácsadó

## D
- Rennie Davis (1940–2021) – vietnámi háborúellenes amerikai vezető, szervező
- Dorothy Day (1897–1980) – amerikai újságíró, társadalmi aktivista
- David Dellinger (1915–2004) – amerikai pacifista, szervező, prominens háborúellenes vezető
- Lanza del Vasto (1901-1981) - filozófus, költő, művész, katolikus és erőszakmentes aktivista
- Élie Ducommun (1833–1906) – Nobel-békedíjas
- Muhammad Ali Dzsinnah (1876–1948) – pakisztáni, Pakisztán alapítója, ügyvéd, szervező

## E
- Sirin Ebádi (1947) – iráni ügyvéd, emberjogi aktivista
- Daniel Ellsberg (1931) – amerikai háborúellenes tüntető
- Jodie Evans (1954) – társalapító Code Pink,  kezdeményező, szervező, filmkészítő
- Jane Fonda (1937) – amerikai háborúellenes tüntető, színésznő

## F
- Comfort Freeman –  libériai háborúellenes aktivista
- Alfred Fried (1864–1921) – a német békemozgalom társalapítója

## G
- Arun Gandhi (1934) – indiai, szervező, tanító
- Mahatma Gandhi (1869–1948) – indiai, író, szervező, tüntető, ügyvéd
- Leymah Gbowee (1972) - a libériai női békemozgalom szervezője, Nobel-békedíjas (2011)
- Allen Ginsberg (1926–1997) – amerikai háborúellenes tüntető, író
- Arthur Gish (1939–2010) – amerikai szónok
- Danny Glover (1946) – amerikai színész és háborúellenes aktivista
- Emma Goldman (1869–1940) – litvániai születésű amerikai aktivista, akit Amerikában bebörtönöztek
- Mihail Szergejevics Gorbacsov (1931–2022) – orosz nukleáris fegyver ellenes aktivista
- Dick Gregory (1932-2017) – amerikai komikus, háborúellenes tüntető
- Woody Guthrie (1912–1967) – amerikai háborúellenes tüntető és zenész
- Tendzin Gyaco (1935) – a jelenlegi dalai láma, béke küldött

## H
- Otto Hahn (1879–1968) – Nobel-díjas pacifista, nukleáris fegyver elleness aktivista
- Judith Hand (1940) – háborúellenes író, akadémikus
- Thich Nhat Hanh (1926) – vietnámi pap
- Václav Havel (1936–2011) – Cseh erőszakmentes író, költő, és politikus
- Brian Haw – brit aktivista
- Julia Ward Howe – író, küldött, szervező
- Aldous Huxley (1894–1963) – háborúellenes és konfliktus ellenes író

## I
- Khawaja Zafar Iqbal – pakisztáni

## J
- II. János Pál pápa (1920–2005) – egykori pápa

## K
- Martin Luther King (1929–1968) – amerikai baptista lelkész, polgárjogi harcos
- Steve Killelea – a Globális békeindex kezdeményezője

## L
- Henri La Fontaine (1854–1943) – belga jogász, szervező, Nobel-békedíjas
- Bernard Lafayette – amerikai szervező, oktató
- Grigoris Lambrakis – görög atléta, fizikus, politikus, aktivista
- André Larivière – ökologus és nukleáris ellenes aktivista
- John Lennon (1940–1980) – brit énekes/dalszerző, háborúellenes tüntető
- Sidney Lens – amerikai vietnámi háborúellenes vezető
- Bertie Lewis (1920–2010) – angliai békeaktivista
- Thomas Lewis (1940–2008) – amerikai művész, háborúellenes aktivista
- James Loney – békemunkás
- Staughton Lynd – amerikai vietnámi háborúellenes vezető
- Bradford Lyttle (1927) – prominens amerikai pacifista, író, és szervező

## M
- Norman Mailer (1923–2007) – amerikai háborúellenes író, háborúellenes tüntető
- Nelson Mandela (1918–2013) – dél-afrikai államfő, vezető az apartheid ellenes mozgalomban
- Mairead Corrigan (1944) – északír béke mozgalom, Nobel-díjas
- Bob Marley (1945–1981) – jamaicai háborúellenes énekes/dalszerző
- David McTaggart (1932–2001) – kanadai nukleáris ellenes testing aktivista, a Greenpeace társalapítója
- Rigoberta Menchú (1959) – Guatemalai bennszülött jogok, háborúellenes
- Chico Mendes (1944–1988) – brazil környezetvédő és bennszülöttek és földművesek emberjogi küldöttje
- Thomas Merton (1915–1968) – szerzetes és költő, író, filozófus
- A.J. Muste – amerikai pacifista, szervező, vietnámi háborúellenes vezető

## N
- Abie Nathan (1927–2008) – izraeli humanitárius,[3]
- Paul Newman (1925–2008) – amerikai színész, háborúellenes tüntető
- Sari Nusseibeh – palesztin aktivista

## O
- Phil Ochs (1940–1976) – amerikai vietnámi háborúellenes énekes/dalszerző
- Yoko Ono (1933) – japán, vietnámi háborúellenes szószóló
- Laurence Overmire – költő, szerző

## P
- Olof Palme (1927–1986) – svéd miniszterelnök, diplomata
- Linus Pauling (1901–1994) – amerikai nukleáris fegyver ellenes vezető
- Lindis Percy

## R
- Jeannette Rankin
- Marcus Raskin (1934–2017) amerikai filozófus, békeaktivista
- Dahlia Ravikovitch
- Henry Richard (1812–1888) – angol miniszter, a "béke apostola" néven is ismert
- Óscar Romero (1917–1980) salvadori érsek, vértanú
- Arundhati Roy (1961–) – Indiai író, társadalomkritikus és békeaktivista
- Jerry Rubin – amerikai vietnámi háborúellenes vezető
- Bertrand Russell (1872–1970) – brit nukleáris fegyver ellenes aktivista, filozófus

## S
- Carl Sagan (1934–1996) amerikai csillagász, asztrobiológus
- Ed Sanders (1939) – amerikai költő, szervező, énekes
- Mark Satin – háborúellenes író, filozófus
- Jonathan Schell (1943–2014) – amerikai író és szószóló
- Sophie Scholl (1921–1943) német diák, a Fehér Rózsa erőszakmentes szervezet tagja
- Albert Schweitzer (1875–1965) – német aktivista
- Pete Seeger (1919–2014) – háborúellenes tüntető, énekes/dalszerző
- Gene Sharp (1928–2018) – erőszakmentesség párti író és akadémikus
- Cindy Sheehan – amerikai, iraki és afganisztáni háborúellenes aktivista
- Martin Sheen (1940) – háborúellenes és nukleáris fegyver ellenes tüntető, amerikai színész
- Percy Shelley (1792–1822) – angol író, költő, erőszakmentesség párti filozófus
- Ramjee Singh – indiai aktivista, filozófus
- Samantha Reed Smith (1972–1985) – amerikai iskoláslány, „legfiatalabb amerikai nagykövet”
- Benjamin Spock (1903–1998) – amerikai gyermekorvos, vietnámi háborúellenes tüntető, író
- Bertha von Suttner (1843–1914) – osztrák író, szervező, a Nobel-békedíj inspirációja

## T
- Henry David Thoreau (1817–1862) – amerikai író, filozófus
- Lev Tolsztoj (1828–1910) – orosz író, inspiráció Gandhi, Bevel, és más mozgalmi vezető számára
- Benjamin Franklin Trueblood – író, szervező
- Desmond Tutu (1931–2021) – dél-afrikai pap, apartheid ellenes

## V
- Vang Vej-lin – az 1989-es kínai tüntetésen a tankok elé állt
- Mordechai Vanunu (1954) izraeli atomtechnikus
- Lanza del Vasto – nukleáris fegyver ellenes aktivista
- Kurt Vonnegut (1922–2007) – amerikai háborúellenes és nukleáris fegyver ellenes író és tüntető

## W
- Jody Williams (1935–2018) – amerikai taposóakna-ellenes küldött és szervező, Nobel-békedíjas
- Lawrence S. Wittner – béke történész, kutató, és mozgalmi aktivista
- Walter Wolfgang (1923) – német-brit aktivista

## Y
- Peter Yarrow (1938–2025) – amerikai énekes/dalszerző, háborúellenes aktivista
- Adam Yauch (1964–2012) – amerikai zenész, buddhista, békekövet
- Neil Young – énekes/dalszerző, háborúellenes küldött
- Edip Yuksel – kurd-török-amerikai ügyvéd/szerző, iszlám békeküldött

## Z
- Howard Zinn – történész, író, béke küldött